# Šport u 2019.
◄◄ | ◄ | 2016. | 2017. | 2018. | 2019.  | 2020. | 2021. | 2022. | ► | ►►
Arhitektura • Astronautika • Astronomija • Biologija • Film • Fotografija • Glazba • Kazalište • Kemija • Kiparstvo • Knjige • Književnost • Kršćanstvo • Meteorologija • Medicina • Planinarstvo • Politika • Pravo • Promet • Slikarstvo • Strip • Šport • Televizija • Znanost • Zrakoplovstvo • Željeznički promet
Šport u 2019.

## Svijet

### Natjecanja

#### Svjetska natjecanja
- 9. siječnja – 27. siječnja – Svjetsko prvenstvo u rukometu – Danska i Njemačka 2019. je 26. Svjetsko prvenstvo u rukometu koja se održavalo u Danskoj i Njemačkoj. Pobjednik je Danska.
- 31. kolovoza – 15. rujna – 18. svjetsko prvenstvo u košarci u Kini: prvak Španjolska
- 18. lipnja – 23. lipnja održan je završni turnir u Beogradu 18. izdanje svjetske lige u vaterpolu. Pobjednik je Srbija kojoj je ovo ukupno deseti naslov.
- 28. lipnja – na Velikoj nagradi Nizozemske održane u Assenu, nekoliko je natjecatelja izgubilo kontrolu nad motorom i palo. Najteže je prošao Jorge Lorenzo koji je pri padu slomio kralježak.[1]
- 15. – 27. srpnja – Svjetsko prvenstvo u vaterpolu u Gwangju u Južnoj Koreji: prvak Italija

#### Kontinentska natjecanja

##### Europska natjecanja
- 25. svibnja – FC Bayern München je osvojio Njemački nogometni kup
- 22. lipnja – nakon 117 godina Real Madrid dobiva ženski nogometni klub[2]

### Ostali događaji
- 25. svibnja – Filip Hrgović je u profesionalnom boksačkom meču u Sjedinjenim Američkim Državama protiv Grega Corbina drugi put obranio WBC Internacionalni pojas nokautirajući ga u 60 sekundi.[nedostaje izvor]
- 25. svibnja – Hrvatski gimnastičar Robert Seligman pobjednik je natjecanja na konju s hvataljkama na Svjetskom kupu u Osijeku.[nedostaje izvor]

## Hrvatska i u Hrvata

### Natjecanja

#### Timski športovi
- prvak Hrvatske u autocrossu: AK Buzet Autosport[3]

#### Pojedinačni športovi
- prvaci Hrvatske u autocrossu: Ferdinand Pađen (divizija 1), Dragan Sergo (divizija 1A), Goran Jakić (divizija 1B), Robert Slavić (divizija 3, divizija 3A)[3]

### Ostali događaji
- 28. lipnja – Chelsea F.C. će platiti Realu Madridu 45 milijuna eura Mateu Kovačiću, što je novi rekordni transfer jednog hrvatskog nogometaša.[4]
- 28. lipnja – hrvatski nogometni napadač Ante Budimir potpisao je četverogodišnji ugovor sa španjolskim nogometnim prvoligašem Mallorcom[5]

## Vanjske poveznice
|  | Zajednički poslužitelj ima još gradiva o temi Šport u 2019. |